# Henri Bertaud du Chazaud
Henri Bertaud du Chazaud, né le 1er juin 1918 à Guéret et mort le 17 août 2013 à Périgueux, est un linguiste et lexicographe français,.

## Biographie
Henri Bertaud du Chazaud est né le 1er juin 1918, date dont il aimait souligner qu’elle correspond au nombre d'or (1.6.18).
Après des études secondaires à Moulins où il passe le baccalauréat au lycée avec comme professeur de philosophie Jean Guitton, il commence des études à la Faculté de lettres de Clermont-Ferrand entre 1937 et 1939. En même temps que ses études, il participe à des compétitions de natation au sein du club de l'ASM (club Michelin), il termine troisième aux championnats de France de 1939 ce qui lui permet d’être sélectionné en équipe de France.
À la déclaration de guerre en septembre 1939 il est mobilisé, et devient élève officier de réserve à l'École de l'Air repliée à Mérignac en 1941. La même année, démobilisé, marié avec Thérèse Peignon, d'une famille nantaise, il refuse un poste d'enseignant en zone occupée à Amiens et part au Maroc où il occupe un poste de répétiteur chargé de classe au collège Moulay Idriss (en) à Fès, en même temps qu’il achève sa licence à la faculté d'Alger (son dossier universitaire sera perdu avec l'incendie du Rectorat provoqué par l'OAS en 1962).
Remobilisé en 1943 après le débarquement américain au Maroc, il est démobilisé en novembre 1945 comme capitaine de réserve.
Après avoir travaillé comme gérant dans une entreprise familiale à Clamart, il s'installe avec sa famille (il a alors six enfants, le dernier naîtra en 1954) en 1952 sur une propriété agricole en Dordogne dont il vient d'hériter. Il y innove un élevage de moutons de plein-air total avec 200 brebis, dont il assure la continuité pendant près de soixante ans jusqu’à sa mort à 95 ans, ne conservant à la fin de sa vie « pour le plaisir » qu’un troupeau de 60 brebis.
Engagé comme professeur à l'École Saint-Paul d'Angoulême, il y enseigne jusqu’en 1967 toutes les disciplines (dont latin et grec, histoire et géographie)  et pour tous les niveaux de la classe de 7e à la terminale. Il profite de ses longs trajets en car reliant sa maison de Cherval en Dordogne à Angoulême (deux heures pour faire 45 kilomètres) pour s’adonner à la poésie, il en édite deux recueils par souscription en 1960.

### Parcours universitaire
La loi Debré du 31 décembre 1959 contractualisant les rapports entre l'État et les écoles privées l’oblige à reprendre ses études supérieures à la Faculté de Poitiers pour achever sa licence. Il y fait la connaissance d'Algirdas Julien Greimas, nommé en 1962 professeur de linguistique française, qui deviendra son initiateur en sciences du langage et de la communication.
De 1965 à 1968, il est assistant à Nanterre au Département de linguistique générale, et Bernard Quemada, enseignant-chercheur à la Faculté des lettres et sciences humaines de Besançon, l'associe à la création d’un département de linguistique pour la formation de professeurs étrangers enseignants ou futures enseignants de français. Dans cette université de Franche-Comté, il est chargé d'enseignement après sa soutenance de thèse de 3ème cycle et complémentaire de doctorat d'État en 1967, ainsi qu'à l'École pratique des hautes études à la Sorbonne pendant deux ans pour participer à la mise en place d’un cursus de français langue étrangère.  
En 1969, il est chargé d’un cours (télé-enseignement par radio) destiné aux futurs professeurs de français à l'étranger.
De 1969 à 1984, il est chargé de mission au CNRS, « Maison des sciences de l'Homme », pour coordonner les programmes des différents Centres de recherche du CNRS en France et notamment pour la rédaction d’un thésaurus en vue d’un traitement informatique de la documentation en linguistique.
Maître de conférences à la Faculté des lettres et sciences humaines de Besançon, il enseigne le français langue étrangère jusqu’à son départ à la retraite et remet à la bibliothèque universitaire de Besançon ses archives. A l'honorariat en juin 1984, remarié avec Hélène Pécaut, après le décès en 1983 de sa première épouse, il partage son temps, jusqu’à son décès en août 2013 à l’âge de 95 ans, entre sa famille nombreuse, le dictionnaire des synonymes, la poésie et les moutons.

### Activités éditoriales
En 1967 l'universitaire Henri Mitterand charge Jean-Paul Colin, linguiste et enseignant à l'université de Franche-Comté, de trouver parmi ce qu’on appelle alors « l'École de Nanterre des linguistes », des universitaires pour composer des dictionnaires dans une collection d’usuels, à l'initiative de l'éditeur Claude Tchou. Il s'agit d'appliquer en lexicographie la « méthode clinique » préconisée par la linguistique structurale. Henri Bertaud du Chazaud est chargé du dictionnaire des synonymes, de conception nouvelle pour la langue française avec des séries de mots ordonnées selon des critères grammaticaux et sémantiques. Le succès est immédiat, et avec plusieurs éditeurs, dont Le Robert et le dernier Gallimard pour le Dictionnaire de synonymes, mots de sens voisin et contraires paru en 2007, il s’est vendu plus de deux millions d’exemplaires dont 15% à l’exportation. En avant-propos de l’édition de 2007 il écrit : « Ce Dictionnaire de synonymes, mots de sens voisin et contraires offre un choix de près d’un million de mots et locutions sous environ soixante mille entrées. Il a pour but d’apporter rapidement secours à la mémoire lorsqu’elle refuse de donner un mot pourtant bien connu ; il permet d’éviter une répétition, de trouver un terme plus satisfaisant, d’enrichir son vocabulaire. Il est aussi en quelque sorte une somme de locutions et mots français du XVIe au XXIe siècle. » Enfin, rendant hommage à ses prédécesseurs lexicographes, il écrit dans une présentation de son ouvrage : « Voici donc, amis, ce recueil de mots, héritier des cornucopiæ, les cornes d'abondance qu’utilisaient les clercs du Moyen-âge, pour donner vie à la pensée ».
En 1983, le Dictionnaire des synonymes édité par Le Robert dans la collection « Les Usuels », est couronné par le prix Saintour de l'Académie française.
Membre du conseil de rédaction du BULAG (Bulletin de linguistique appliquée et générale) et des « Études de linguistique appliquées » (éditions Didier, Paris), Henri Bertaud du Chazaud écrit des articles pour ces revues.

## Publications

### Poésie
- Printemps, Point et Contrepoint, 1960
- Pressoir prompt, Moulin galant, Points & Contrepoints, 1961

### Lexicographie
- Dictionnaire de synonymes, mots de sens voisin et contraires, Gallimard, « Quarto », 2007
- Dictionnaire de synonymes et mots de sens voisin, Gallimard, « Quarto », 2003
- Dictionnaire de synonymes et contraires, Le Robert, « Les Usuels », 1992
- Dictionnaire des synonymes, Le Robert, « Les Usuels », 1978, prix Saintour de l’Académie française en 1983
- Nouveau dictionnaire des synonymes, Hachette-Tchou, 1971